# 士麦那 (南卡罗来纳州)
士麦那（英文：Smyrna），是美国南卡罗来纳州下属的一座城市。城市类型是“Town”。其面积大约为8.83平方英里（22.88平方公里）。根据2010年美国人口普查，该市有人口45人，人口密度约为每平方 英里5.09人（约合每平方公里1.97人）。